# Paletz
Paletz (russ.: палец) war ein russisches Längenmaß. Es entsprach dem Maß Finger. Das Ausgangsmaß Fuß war der englische.
- 1 Fuß = 12 Zoll = 24 Paletz = 135 Pariser Linien = 0,3045 Meter
- 1 Paletz = 12,69 Millimeter (errechnet)